# Acacia picachensis
Acacia picachensis är en ärtväxtart som beskrevs av Townshend Stith Brandegee. Acacia picachensis ingår i släktet akacior, och familjen ärtväxter. Inga underarter finns listade i Catalogue of Life.